# Max Müller (Unternehmer)

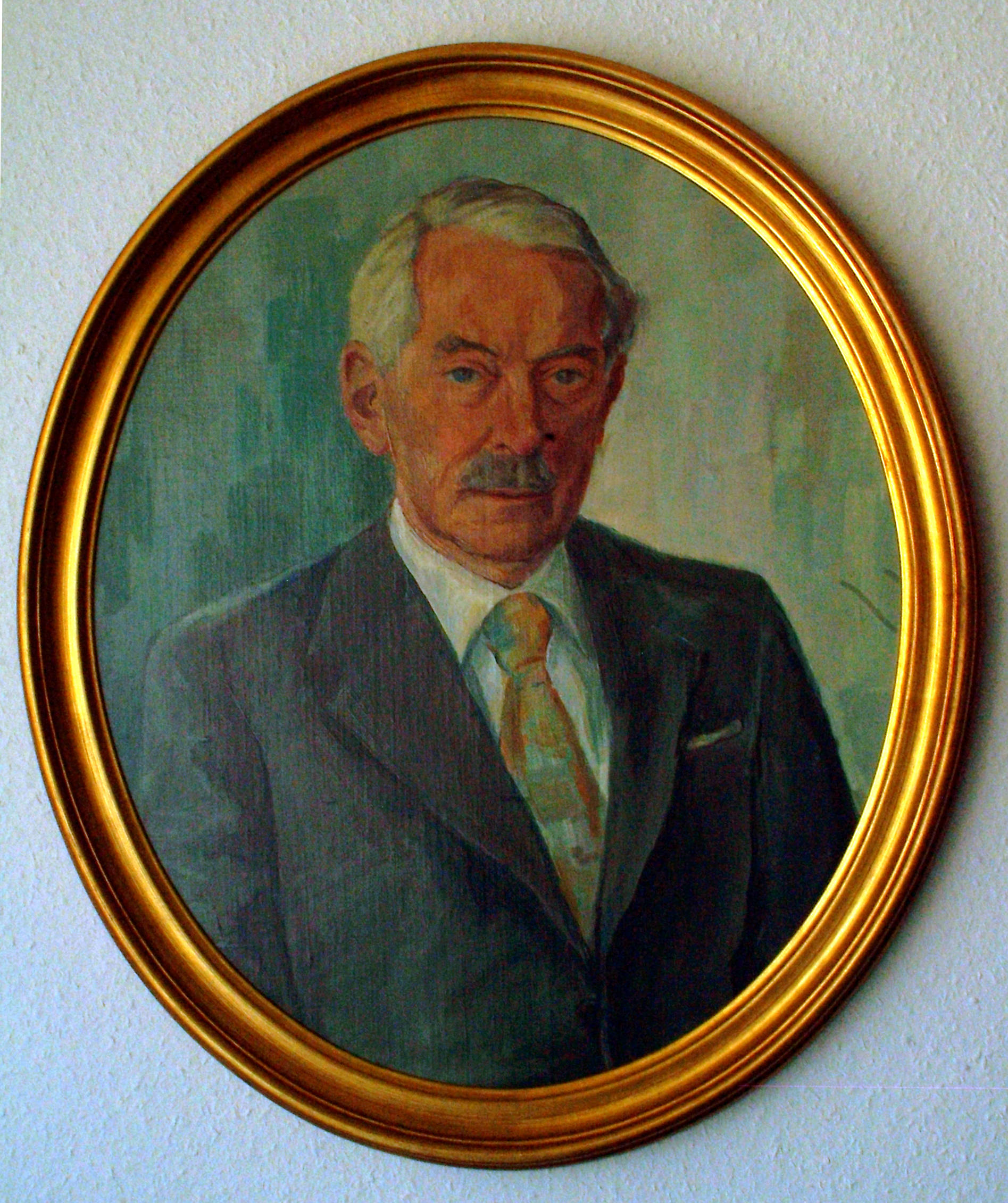
Max Müller III

Max Müller III (* 4. September 1904 in Hannover; † 16. Januar 1987 ebenda) war ein deutscher Unternehmer und Ingenieur.

## Werdegang
Max Müller III wurde  Ostern 1911 in die Oberrealschule an der Lutherkirche, die spätere Lutherschule Hannover, eingeschult. Nach dem Abitur (1923) absolvierte er eine praktische Ausbildung bei der Firma Wohlenberg. Ab 1923 studierte er an den TH Stuttgart (Fakultät für Maschinenbau) und schloss sein Studium 1928 mit dem Diplomexamen an der Technischen Hochschule Hannover ab. Im Jahr 1929 fuhr er von Bremen nach New York und von dort weiter nach Cincinnati, wo er unter anderem bei „Worthington Pump & Machinery Corporation“ und „Cincinnati Centerless Grinder Co.“ arbeitete.
Nach seiner Rückkehr aus den USA im Mai 1930 trat er in das von seinem Vater Max(imilian) Müller II (* 4. August 1873 in Altona; † 15. Juni 1952 in Steinhude), nach Erbauseinandersetzungen mit seinem Bruder Gustav Müller (1877–1943) um die von ihrem Vater Max(imilian) Müller I (* 17. Januar 1850 in Berlin; † 14. Januar 1912) am 30. Januar 1889 gegründete »Max Müller Maschinen- und Formenfabrik«, 1915 gegründete »Max H. Müller Brinker Eisenwerk Hannover-Brink« mit Sitz in Hannover-Hainholz ein, das vorwiegend für die Reichsbahn arbeitete. Ab 1936 arbeitete das Unternehmen auch für die Luftwaffe und die Kriegsmarine. Im Herbst 1938 bestand Müller die Prüfung für den Flugschein Gruppe A2. Am 15. Juni 1941 promovierte er zum Dr.-Ing. Ab 1943 war er in der Geschäftsführung des Brinker Eisenwerkes tätig. Neben der Unternehmensleitung übernahm er diverse Ehrenämter in wirtschafts- und sozialpolitischen Gremien.

## Ämter
- 11. Februar 1952 Vorsitzender, Hannoverscher Aero-Club e.V.
- 1955–1962 Präsident, Hannoverscher Aero-Club e.V.[4]
- 1959–1971 Vorsitzender des Verbandes der Metallindustriellen Niedersachsen e. V.[5]
- 1967–1980 Vorsitzender der Niedersächsischen Arbeitgeber und Wirtschaftsverbände[6][7]
- Vorstand im Arbeitgeberverband Gesamtmetall
- 1977–1983 Präsident des Deutschen Hockey Clubs, Hannover

## Familie

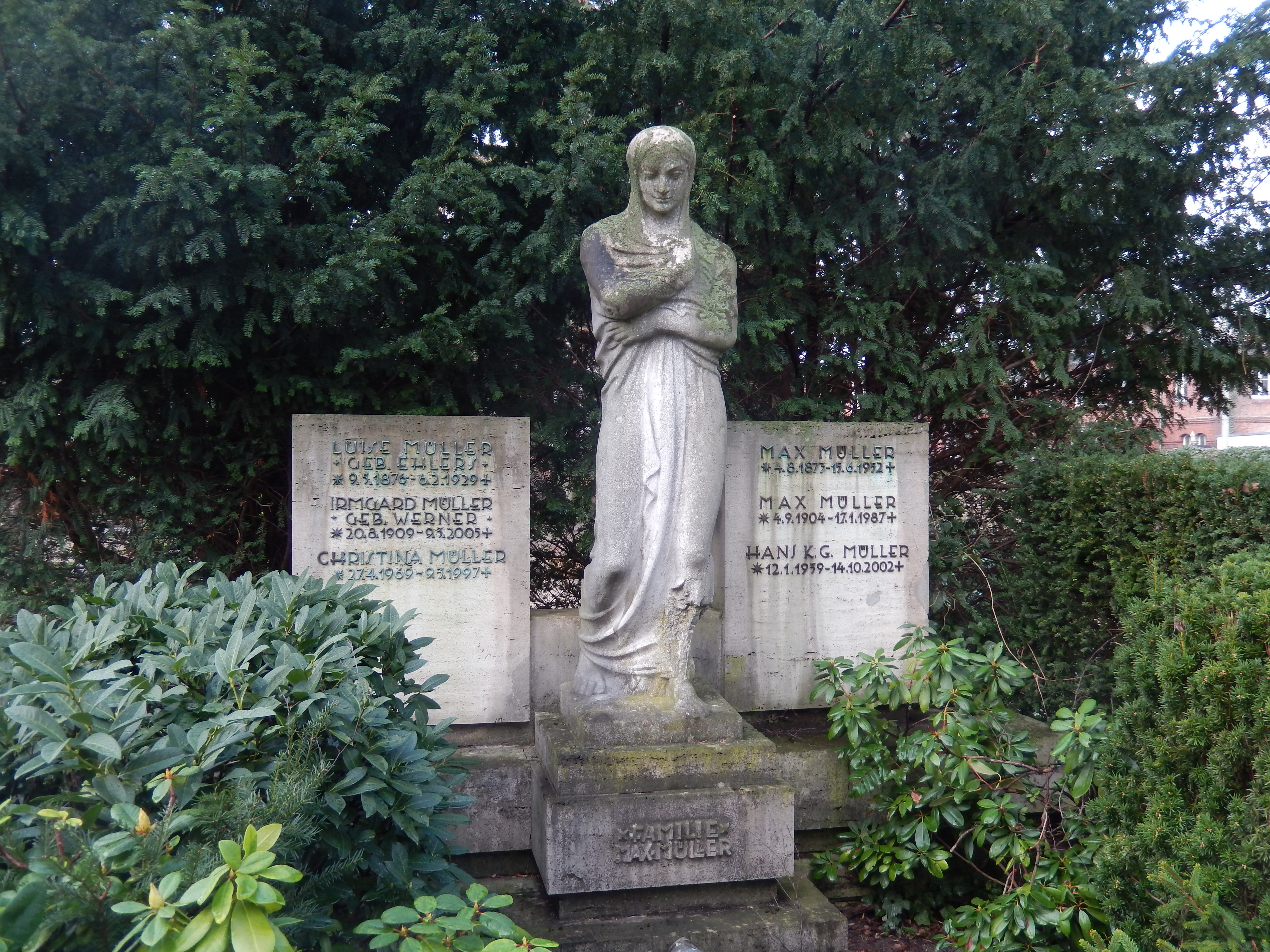
Familiengrab Max Müller

Max Müller III war der Sohn des Ingenieurs Maximilian Müller („Max Müller II“, * 4. August 1873 in Altona; † 15. Juni 1952 in Hannover). Er war verheiratet mit Irmgard Werner, Tochter des Fabrikanten Hans Werner. Er war Vater von Max Müller IV (* 6. Mai 1935 in Hannover).

Seine Schwester Lotte Müller (* 1905; † 1991) war verheiratet mit General der Flakartillerie Heinrich Burchard (* 1899, † 1945)
Das Familiengrab befindet sich auf dem Neuen St.-Nikolai-Friedhof in Hannover.

## Berufliches
Sein Wirken im Beruf ist im Artikel „Max H. Müller Brinker Eisenwerk Hannover-Brink“ beschrieben.

## Ehrungen
- 1974 Großes Verdienstkreuz des Niedersächsischen Verdienstordens[9]

## Schriften (Auswahl)
- Die Geschichte der Familie und Firma Max Müller, Eigenverlag, 1967